# Valan – Az angyalok völgye
A Valan – Az angyalok völgye a skandináv bűnügyi történetek nyomvonalán haladó thriller, Bagota Béla első nagyjátékfilmje. 2019. november 21-én mutatták be a magyarországi mozikban. A film főszerepét a Kaszás Attila-díjas Krisztik Csaba alakítja.

## Történet
Péter (Krisztik Csaba) nagyvárosi rendőrként emberkereskedők után nyomoz Brassóban. Az életét annak szenteli, hogy eltűnt lányokat találjon meg. Minden megmentett lányban valahol a saját húgát, Julit látja. Julinak huszonkét évvel ezelőtt nyoma veszett szülővárosukban, a romániai forradalom káoszában felbolydult Valanban.
Péter egy telefonhívás miatt kénytelen visszatérni az erdélyi bányavárosba, amikor felmerül a gyanúja, hogy testvére holtteste került elő a hófödte fenyvesek között. A múltba vezető nyomozás útvesztőjében a férfinek nemcsak a várost fojtogató bűnözéssel kell megküzdenie, hanem a saját démonjaival is.

## Szereplők
- Krisztik Csaba – Péter
- Hatházi András – János
- Nyakó Júlia – Kati
- Mátray László – Miklós
- Ciugulitu Csaba – Bogdan
- Tauber Boglárka – Juli
- Pál Emőke – Lilla
- Meszesi Oszkár – Milan
- Cservák Zoltán – Peti
- Gajzágó Zsuzsa – Goianné
- Tollas Gábor – Dragos
- Rácz Endre – Norbi
- Szélyes Ferenc – Imre atya
- Erdei Gábor – Törvényszéki orvos
- Gáspárfalvi Dorka – Hajnalka
- Wágner Tamás – Florin (Román strici)
- Lázár Kati – Anya (csak hang)

## Díjak, jelölések
- 2019. Varsó Nemzetközi Filmfesztivál – Competition 1-2 (jelölés)
- 2019. Alexandre Trauner ART/FILM Fesztivál (Legjobb látványtervezés – második díj: Damokos Csaba)
- 2020. Magyar Filmkritikusok Díja (Legjobb rendezés: Bagota Béla)
- 2020. Magyar Filmdíj a legjobb operatőrnek (Garas Dániel)
- 2020. Magyar Filmdíj (jelölések – Legjobb játékfilm: Valan, Legjobb rendező: Bagota Béla, Legjobb forgatókönyvíró: Bagota Béla, Legjobb férfi főszereplő: Krisztik Csaba, Legjobb vágó: Szalai Károly H.S.E., Legjobb díszlet- vagy látványtervező: Damokos Csaba, Legjobb jelmez: Sinkovics Judit, Legjobb maszk/smink: Hortobágyi Ernella, Tóth Mónika, Legjobb zeneszerző: Márkos Albert, Legjobb hangmester: Balázs Gábor H.S.A.S.)
- 2020. Fantasporto – Porto Nemzetközi Filmfesztivál – Director's Week (Legjobb rendező: Bagota Béla, Legjobb forgatókönyv: Bagota Béla)
- 2020. Aubagne Nemzetközi Filmfesztivál (jelölés)
- 2020. Lagów Nemzetközi Filmfesztivál (Lubuskie Film Summer) (jelölés)
- 2020. Zsigmond Vilmos Nemzetközi Filmfesztivál (jelölés)
- 2020. Palics Nemzetközi Filmfesztivál (jelölés)
- 2020. Párma Nemzetközi Filmfesztivál (Legjobb forgatókönyv: Bagota Béla)

## Érdekességek
- A Valan – Az angyalok völgye fő helyszíne az erdélyi bányaváros, Balánbánya, de a filmet Sepsiszentgyörgyön, Brassóban és Budapesten forgatták 2018 februárjától. A magas hegyek közé ékelt, hófödte, részben lakatlan Balánbánya tökéletes terep Bagota titkokkal teli krimijéhez.
- A Péter szerepét alakító Krisztik Csabának ez az első filmszerepe.
- A film forgatókönyvét a rendező már évekkel korábban megírta úgy, hogy egy magyarországi helyszínt képzelt maga elé, ám később, miután „rátalált” Balánbányára, teljesen újra írta a történetet az erdélyi bányászváros képére formálva.
- A szereplőválogatás egyik kiemelt feltétele volt a román nyelv ismerete, mert nyelvileg is megpróbáltak figyelni a hitelességre, ezért a film 25-30 százaléka román nyelven forog.
- A Valan messze nem tökéletes, nyugodtan hívhatjuk egyszerű stílusgyakorlatnak, annak azonban kiváló. Simán oda lehet állítani a Q-ügyosztály epizódjai mellé, sőt némelyiket felül is múlja.
- A Valan: Az angyalok völgye egy izgalmas változatát képviseli a kortárs magyar műfaji filmnek. A havas fenyőerdő és a nyomasztó hangulat megengedi az összehasonlítást a skandináv bűnügyi filmekkel, de mégis annyira magyar! Sőt, több mint magyar, egyenesen erdélyi, azaz transzilván krimi.[1]